# S/2006 S 1
S/2006 S 1 — сорок четвертий за віддаленістю від планети супутник Сатурна. Відкритий 4 січня 2006 року.